# Giải quần vợt Wimbledon 2019 - Đôi nam khách mời
Tommy Haas và Mark Philippoussis là đương kim vô địch, nhưng bị loại tại vòng bảng.
Arnaud Clément và Michaël Llodra giành giải, đánh bại Xavier Malisse và Max Mirnyi tại chung kết với tỷ số 6–3, 1–6, [10–7].

## Kết quả

### Từ viết tắt
| - Q = Vòng loại - WC = Đặc cách - LL = Thua cuộc may mắn - Alt = Thay thế - SE = Miễn đặc biệt | - PR = Bảo toàn thứ hạng - w/o = Thắng nhờ đối thủ rút lui trước trận đấu - r = Bỏ cuộc giữa trận đấu - d = Bị xử thua - SR = Xếp hạng đặc biệt |

### Chung kết
|  | Chung kết |                               |   |   |      |  |
|  |           |                               |   |   |      |  |
|  | A1        | Arnaud Clément Michaël Llodra | 6 | 1 | [10] |  |
|  | B4        | Xavier Malisse Max Mirnyi     | 3 | 6 | [7]  |  |

### Bảng A
|    |                                      | Clément Llodra     | Fleming Hutchins      | González Grosjean     | Haas Philippoussis    | RR T–B | Set T–B | Game T–B | Xếp hạng |
| A1 | Arnaud Clément Michaël Llodra        |                    | 7–6(7–4), 7–6(7–3)    | 6−3, 3−6, [11−9]      |                       | 2–0    | 4–1     | 24–21    | 1        |
| A2 | Colin Fleming Ross Hutchins          | 6–7(4–7), 6–7(3–7) |                       | 7–5, 6–4              | 3–6, 7–6(8–6), [10–7] | 2–1    | 4–3     | 36–35    | 2        |
| A3 | Fernando González Sébastien Grosjean | 3−6, 6−3, [9−11]   | 5–7, 4–6              |                       | 3–6, 7–6(7–3), [7–10] | 0–3    | 2–6     | 28–36    | 4        |
| A4 | Tommy Haas Mark Philippoussis        |                    | 6–3, 6–7(6–8), [7–10] | 6–3, 6–7(3–7), [10–7] |                       | 1–1    | 3–3     | 25–21    | 3        |

### Bảng B
|    |                                 | Ančić Black   | Delgado Marray        | Enqvist Johansson     | Malisse Mirnyi        | RR T–B | Set T–B | Game T–B | Xếp hạng |
| B1 | Mario Ančić Wayne Black         |               | 7−6(8−6), 6−4         |                       | 3–6, 4–6              | 1−1    | 2−2     | 20−22    | 2        |
| B2 | Jamie Delgado Jonathan Marray   | 6−7(6−8), 4−6 |                       | 6–2, 6–7(7–9), [8–10] | 6−7(5−7), 2−6         | 0−3    | 1−6     | 30−36    | 4        |
| B3 | Thomas Enqvist Thomas Johansson |               | 2–6, 7–6(9–7), [10–8] |                       | 2–6, 7–6(7–4), [7–10] | 1–1    | 3–3     | 19–25    | 3        |
| B4 | Xavier Malisse Max Mirnyi       | 6–3, 6–4      | 7−6(7−5), 6−2         | 6–2, 6–7(4–7), [10–7] |                       | 3–0    | 6–1     | 38–24    | 1        |